# Narciso Alonso Cortés
Narciso Alonso-Cortés Andrés (Valladolid, 11 de marzo de 1875-Valladolid, 19 de mayo de 1972) fue un poeta e historiador de la literatura español.

## Biografía
Siguió la enseñanza primaria en el colegio San Luis Gonzaga de Valladolid. Se doctoró en Derecho en la Universidad Central de Madrid en el curso 1896-97. Contrajo matrimonio el 7 de enero de 1899, en la iglesia de Nuestra Señora de la Antigua de Valladolid con Victorina Fernández-Vicario, con la que tuvo diez hijos. Fue catedrático de Literatura en el Instituto de Santander, responsabilidad que abandonaría para ocupar un puesto análogo en el Instituto Zorrilla de Valladolid; institución que llegó a dirigir durante doce años hasta su depuración durante la dictadura franquista. Fue el primer director de la Casa de Cervantes de Valladolid y presidió el Ateneo de la ciudad, la Comisión provincial de Monumentos histórico-artísticos y la Real Academia de Bellas Artes de la Purísima Concepción. Académico de Real Academia Española desde 1952, el Ayuntamiento de Valladolid lo nombró “hijo ilustre” en 1916 y le concedió la “Medalla de Oro” de la ciudad en 1955.
Valladolid a finales del siglo XIX comenzó a reclamar un velódromo, mientras esto llegaba, los ciclistas se adueñaban del paseo del Campo Grande. En su juventud, Narciso participó en las competiciones de bicicletas que se realizaban allí para establecer récords locales. Fue promotor de la Sociedad Castellana de Excursiones (1903) y de Revista Castellana (1915); además de colaborador de Castilla, revista regional ilustrada (1918-1919), editada en Toledo, y secretario de la Sociedad de Estudios Castellanos. En 1931, el Pacto Federal Castellano mereció su atención en su artículo "Política regionalista: la Federación Castellana" (El Norte de Castilla, 14 de mayo de 1931).
El verano era el tiempo del descanso, de la corrección de las galeradas de sus libros, o de las excursiones con los hijos mayores en busca de romances y cantares o para ver museos o monumentos famosos. Como buen admirador del pueblo en el que sentía sus raíces, no dejaba escapar una hermosa palabra o un buen refrán.
Se distinguió como estudioso de Zorrilla y Lope de Rueda. Era traductor de obras en idioma portugués. Era aficionado a la tauromaquia, al teatro y a la zarzuela.
Antonio Machado le dedicó un poema titulado A Narciso Alonso-Cortés, poeta de Castilla.
Fue profesor de tres poetas importantes de la posguerra: el santanderino Gerardo Diego, que llegó a recibir el Premio Cervantes exaequo con José Luis Borges, Leopoldo de Luis, que llegó a recibir el Premio Nacional de las Letras Españolas, y Luis López Anglada. Después, Antes de su jubilación, que llegó en 1945, tuvo de alumno a Luis López Álvarez, por entonces un adolescente que estudiaba Bachillerato y que se convertiría en gran poeta, periodista, funcionario de la Unesco, politólogo e impulsor del federalismo y del castellanismo antes de finalizar la dictadura del general Franco con el conocidísimo romance Los Comuneros (1972). Uno de los más destacados amigos de Narciso Alonso Cortés fue el poeta Nicomedes Sanz y Ruiz de la Peña (1905-1998), cofundador de la Asociación de Escritores Regionalistas Castellanos en 1936. 
En 1952, Narciso Alonso Cortés prologó Arribar sosegado, primer libro de Luis López Álvarez.
La ciudad de Valladolid le rindió un gran homenaje con motivo de su funeral. Falleció en 1972, a los noventa y siete años de edad.
Está enterrado en el panteón de hijos vallisoletanos Ilustres en el cementerio de El Carmen en Valladolid.
El 20 de mayo de 2017 se colóco un busto de Narciso Alonso Cortés en el jardín-museo de la Casa de Zorrilla, de Valladolid, dentro de las celebraciones del bicentenario de José Zorrilla.

## Aportaciones más significativas
Entre sus obras, "Ensayos sobre literatura regional castellana" reúne tres aportaciones verdaderamente significativas del autor. Dos pertenecen al libro inencontrable hoy, “Jornadas” y el tercero es inédito: “Historia de la literatura regional castellana”. Trabajos que responden al ideal castellanista del autor. Refleja un momento de la historia de España en que el regionalismo castellano aflora. Castilla no quiere permanecer al margen. Para ello se esforzaron escritores de toda índole y capacidad con el objeto de formar una conciencia regional propia.

## Obras
- Romances populares de Castilla (1906)
- Briznas (1907)
- Elementos de preceptiva literaria (1907)
- La Mies de hogaño: poesías (1911)
- Cuatro indicaciones sobre la moderna crítica de arte (1913)
- Juan Martínez Villergas, Bosquejo biográfico-crítico (1913)
- Catálogo de periódicos vallisoletanos (1914)
- Árbol añoso (1914)
- Casos cervantinos que tocan a Valladolid (1916)
- Cervantes en Valladolid (1918)
- El falso "Quijote" y Fray Cristóbal de Fonseca (1920)
- Jornadas: artículos varios (1920)
- Fábulas castellanas (Valladolid, 1923, 140 p.). Facsímil digital en Biblioteca Virtual de Patrimonio Bibliográfico.
- Representaciones populares (1924)
- El teatro de Valladolid desde los siglos XVI al XVIII (1925)
- La muerte del conde de Villamediana (1928)
- Ejercicios de gramática castellana (1932)
- Bosquejo de historia general de la literatura (1941)
- Espronceda: ilustraciones biográficas y críticas. (En su centenario) (1942)
- Las cien mejores poesías del siglo XIX (1942)
- Pliegos de villancicos de los siglos XVII, XVIII y XIX (1943)
- Historia de la literatura española (1930)
- Los cofrades de Santa María de Esgueva (1940)
- El teatro de Valladolid durante el siglo XIX (1947)
- Ensayos sobre literatura regional castellana (póstumo, 1985)
- Miscelánea Vallisoletana (1955)

Ediciones críticas de:
- El Licenciado Vidriera (Valladolid, 1910), de Miguel de Cervantes